# Elza Radziņa
Elza Radziņa (rigtige navn Elza Šalkone; 10. februar 1917 i Kharkiv i Russiske Kejserrige – 18. august 2005 i Riga i Letland) var en lettisk skuespillerinde. Radziņa ligger begravet på Mežakirkegårdens kunstnerbakke.
Radziņa påbegyndte sin sceneoptræden ved Jelgava Teater i 1936, og fik undervisning ved teatrets studie i 1942. Hun virkede som skuespillerinde ved Jelgavas Dramateater i årene 1945 til 1953, Valmieras Dramateater fra 1953 til 1954 og ved Rigas Dramateater fra 1954. Hun medvirkede i spillefilm siden 1949. Grigorij Kozintsevs film Hamlet fra 1964, som var nomineret til en Golden Globe som årets bedste udenlandske film, havde Elza Radziņa i rollen som Gertrud, og gjorde Radziņa kendt også udenfor Letland og Sovjetunionen.
Udover at have modtaget adskillige sovjetiske priser, modtog Radziņa også Spīdolaprisen og udnævntes den 4. december 1995 til Officer af Trestjerneordenen. I 1997 valgtes hun til æresmedlem af Letlands Videnskabsakademi, og i 2003 fik hun tildelt den lettiske filmpris Lielais Kristaps for sit livslange bidrag til lettisk film.